# Nazareth (Teksas)
Nazareth – miasto w Stanach Zjednoczonych, w stanie Teksas, w hrabstwie Castro.